# Volkswagen Lupo
Volkswagen Lupo este un vehicul comercializat de producătorul german de automobile Volkswagen.